# 1355 Magoeba
1355 Magoeba (1935 HE) là một tiểu hành tinh vành đai chính bên trong được phát hiện ngày 30 tháng 4 năm 1935 bởi C. Jackson ở Johannesburg (UO).